# Estábia

Estábia e a erupção do Vesúvio em 79.

Estábia (em latim: Stabia ou Stabiae, em grego:  Στάβιαι) foi uma cidade da Campania, no sopé das montanhas Lactário a cerca de 6 km a sul de Pompeia e a 1 a 2 km do mar. Corresponde à actual Castellammare di Stabia, situada no golfo de Nápoles, no sul da Itália.

## História
Aparece mencionada pela primeira vez na Guerra Social (90 a.C.), quando foi ocupada pelo general samnita Caio Pápio Mutilo (90 a.C.), mas foi reconquistada por Sula (89 a.C.) e destruída. Não foi reconstruída e já é só mencionada por Plínio, o Velho.
Em 63, sofreu um terramoto de certa importância que afetou também Pompeia. Os aristocratas romanos  construíram aí villas, e entre eles Pomponiano, amigo de Plínio, o Velho. Este refugiou-se na villa do seu amigo durante a erupção do Vesúvio de 79 e morreu aí por inalação dos gases vulcânicos. A cidade foi destruída pela erupção mas menos completamente que Pompeia e Herculano, de modo que voltou a ser habitada, mas não voltou a ter a antiga importância.